# NGC 2516
NGC 2516 је расејано звездано јато у сазвежђу Прамац које се налази на NGC листи објеката дубоког неба.
Деклинација објекта је - 60° 45' 12" а ректасцензија 7h 58m 4,0s. Привидна величина (магнитуда) објекта NGC 2516 износи 3,8 а фотографска магнитуда 3,8. NGC 2516 је још познат и под ознакама OCL 776, ESO 124-SC6.